# 2022年ロシアのウクライナ侵攻による原子力発電所への影響
ウクライナには4ヶ所の原子力発電所と、1986年のチェルノブイリ原発事故の現場地域のチェルノブイリ立入禁止区域が存在する。2022年ロシアのウクライナ侵攻中の3月11日時点で、チェルノブイリとザポリージャ原子力発電所の両方で戦闘が起きていた。この侵攻で災害の可能性への懸念を含む原子力発電所の状況についての重要な議論を引き起こし、他の欧州諸国における原子力エネルギー計画についての議論も引き起こした。

## 戦闘
侵攻初日の2月24日、キーウ攻勢の一環としてのチェルノブイリの戦いが起き、同日にロシア軍は立入禁止区域を占領した。
ウクライナ南部攻勢中のロシア軍が進軍し、2月28日にエネルホダル包囲戦が始まった。3月3日にザポリージャ原子力発電所へのロシアの攻撃が始まり、翌日までにロシアは発電所を制圧した。3月6日、IAEAは、発電所の運用に対するロシア軍の干渉の可能性と、発電所が通信に使用するモバイルネットワークとインターネットネットワークの切断への懸念を表明する声明を発表した。

## 安全上の懸念
チェルノブイリとザポリージャ発電所の占領以来、IAEAとウクライナ政府は、（ロシアが）スタッフに適切な休息を与えなかったことや、定期的な保守作業が行われていないことなど、多くの安全上の懸念を提起してきた。ヨーロッパのいくつかの国の薬局では、侵攻後最初の2週間でヨウ素剤の錠剤が売り切れたと報告されているが、いくつかのヨーロッパの原子力安全当局は、重大な放射能災害が発生するという差し迫った危険はないと、これまでに結論付けている。
3月6日、フランスのエマニュエル・マクロン大統領は、ロシアのウラジーミル・プーチン大統領と電話会談を行い、プーチン大統領に「これらの発電所の安全を確保し、それらを紛争から除外する」よう要請した。この電話会談を受けて、ロシア政府は声明を発表し、IAEAおよびウクライナ政府と、発電所の安全確保を巡る交渉に関与する用意があると述べた。

## 欧州における原子力発電をめぐる論争
ウクライナ侵攻は、ヨーロッパにおける原子力発電の将来についての議論の増加を促し、ロシアから輸入される天然ガスへの依存を減らすために原子力発電所の増設を支持する多くの評論家が議論した。
特にドイツでは、原子力発電の段階的廃止に関する議論が見られ、2011年以降、国内のほとんどの原子力発電所が停止され、残りの3基も停止される予定となっていた。2月28日、ドイツ経済相は、ドイツ政府は国内に残っている原子力発電所の段階的廃止の一時停止を検討すると述べた。 しかし、ドイツは3月9日、原子力発電の段階的廃止の一時停止要求を拒否する声明を発表した。ベルギーでは、既存の原子炉の寿命を延ばすことについての議論も見られた。
ジョージ・モンビオットはガーディアン紙で、ヨーロッパは「合わせてガス輸入の41%と石油輸入の27%をロシアから受け取っている」と書いている。
一部のコメンテーターは、ロシアの原子力エネルギー技術の輸出についても問題を提起している。フィンランドでは、ハンヒキビ原子力発電所プロジェクトが侵攻によりキャンセルされた。ヨハネスブルグ大学のHartmut Winklerは、ロシアの国営原子力企業ロスアトムが侵攻により国際ビジネスの重大な損失に直面したとし、「したがって、ロシアの外国の原子力建造物の時代はまもなく終わる可能性が高い」と述べた。